# ماستدون (شبكة اجتماعية)

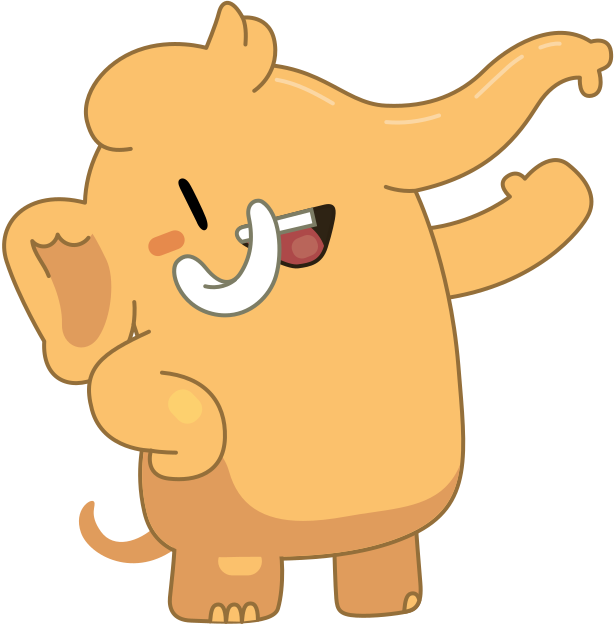
تميمة شبكة ماستدون الاجتماعية.

ماستدون (بالإنجليزية: Mastodon) هو برنامج حُر ومفتوح المصدر لتشغيل خدمات الشبكات الاجتماعية ذاتية الاستضافة. يوفر ميزات التدوينات المصغرة المشابهة لخدمة تويتر، يتم تقديم ماستدون من قبل عدد كبير من عقد ماستدون التي يتم تشغيلها بشكل مستقل (معروفة باسم «المثيلات»)، لكل منها قواعد السلوك الخاصة بها، شروط الخدمة [الإنجليزية]، خيارات الخصوصية وسياسات الإشراف [الإنجليزية].
كل مستخدم هو عضو في مثيل ماستدون مُحدَّد، وكل مثيل يمكن أن يعمل كجزء من شبكة اجتماعية مُتحدة، مما يسمح للمستخدمين في العقد المختلفة بالتفاعل مع بعضهم البعض. يهدف هذا إلى منح المستخدمين المُرونة في اختيار الخادم الذي يفضلون سياساته، مع الاحتفاظ بالوصول إلى شبكة اجتماعية كبيرة. تُعَد ماستدون أيضًا جزءًا من مجموعة فيديفرس [الإنجليزية] لمنصات الخوادم، التي تستخدم بروتوكولات مشتركة تتيح أيضًا للمستخدمين التفاعل مع المستخدمين الآخرين على منصات أخرى متوافقة، مثل بريتيوب، فرانديكا [الإنجليزية] وبكسل فيد.
تميمة ماستدون هي حيوان لَهُ خُرطُوم يُشبِه حيوان المستدون أو الماموث، يُصوَّر أحيانًا باستخدام جهاز لَوحي أو هاتِف ذكي. تُعرف الرسائل المنشورة باستخدام البرنامج باسم «تبويقات».

## وظائف وميزات
تعمل خوادم ماستدون على تشغيل برنامج شبكة اجتماعية قادر على الاتصال باستخدام معيار اكتفتي بوب [الإنجليزية]، الذي تم العمل به منذ الإصدار 1.6. يمكن لمستخدم ماستدون أن يتفاعل مع المستخدمين على أي خادم آخر يدعم اكتفتي بوب [الإنجليزية] في فيديفرس [الإنجليزية].
منذ الإصدار 2.9.0 يُقدِّم ماستدون نمط العمود الواحد للمستخدمين الجدد بشكل افتراضي. في الوضع المتقدم، تقترب تجربة المستخدم في ماستدون من تجربة مستخدم التدوينات المصغرة تويت ديك. ينشر المستخدمون رسائل حالة مختصرة ليراها الآخرون. في مثيل ماستدون القياسي، يمكن أن تتضمن هذه الرسائل ما يصل إلى 500 حرفًا نصيًا، وهو توسع لحد الـ280 حرفًا في تويتر، على الرغم من أن العديد من خوادم ماستدون قد انشأت تفرعات لِنُصوص المصدر البرمجيَّة للسماح بعدد أكبر من الأحرف. تُدعى المنشورات بـ «تبويقات» بدلاً من «تغريدات» كما هو الحال على تويتر.
ينضم المستخدمون إلى خادم ماستدون مُحدَّد، بدلاً من موقع ويب أو تطبيق مركزي واحد. تتصل الخوادم بعضها ببعض كَعُقد في الشبكة، يمكن لكل خادم إدارة قواعده الخاصة، صلاحيات الحساب وتمكين مشاركة الرسائل من وإلى الخوادم الأخرى. العديد من الخوادم لها سمة وتستند إلى اهتمامات معينة. من الشائع أيضًا أن تتمحور الخوادم حول منطقة محلية أو إقليم أو دولة معينة.
يتضمن ماستدون عددًا من الميزات التي تُعَزِّز الخصوصية. تحتوي جميع الرسائل على مجموعة متنوعة من خيارات الخصوصية المتاحة، يمكن للمستخدمين اختيار ما إذا كانت الرسالة عامة أو خاصة. يتم عرض الرسائل العامة على موجز عالمي، يُعرف باسم الخط الزمني، لا تتم مشاركة الرسائل الخاصة إلا على الخطوط الزمنية لمتابعيّ المستخدم. يمكن أيضًا وضع علامة على الرسائل أنها غير مدرجة على الخطوط الزمنية أو مباشرة بين المستخدمين. يمكن للمستخدمين أيضًا تعيين حساباتهم على أنها خاصة بالكامل. في الخط الزمني، يمكن عرض الرسائل مع ميزة «تحذير المحتوى» الاختيارية، التي تتطلب من القراء النقر فوق المحتوى للكشف عن بقية الرسالة. استخدمت خوادم ماستدون هذه الميزة لإخفاء السبويلرات [الإنجليزية]، المحتوى المزعج والمحتوى غير الآمن للعمل (NSFW)، على الرغم من أن بعض الحسابات تستخدم الميزة لإخفاء الروابط والأفكار التي قد لا يرغب الآخرون في قراءتها.
يجمع ماستدون الرسائل في الخطوط الزمنية المحلية والمتحدة في الوقت الفعلي. يعرض الخط الزمني المحلي الرسائل من المستخدمين على خادم منفرد، بينما يعرض المخطط الزمني الموحد الرسائل عبر جميع خوادم ماستدون المُشارِكَة. يمكن للمستخدمين التواصل عبر خوادم ماستدون المتصلة باستخدام أسماء مستخدمين مماثلة لتنسيق عناوين البريد الإلكتروني تتضمن اسم المستخدم واسم نطاق مُزَوِّد الخدمة.
في أوائل عام 2017، بعض الصحفيون ميَّزوا ماستدون أكثر من تويتر لنهجهم في مكافحة التحرش، وهي إحدى أكبر مشكلات تويتر.[محل شك] يستخدم ماستدون أسلوب الإشراف القائم على المجتمع، حيث يمكن لكل خادم تقييد أو تصفية أنواع المحتوى غير المرغوب فيه. على سبيل المثال: mastodon.social والعديد من الخوادم الأخرى تحظر المحتوى الذي يُعتَبَر غير قانوني في ألمانيا أو فرنسا، بما في ذلك رمزية النازية، إنكار المحرقة والتمييز. يمكن للخوادم أيضًا اختيار تقييد أو تصفية للرسائل ذات المحتوى المسيء. يعتقد يوجين روشكو، مؤسس ماستدون، أن المجتمعات الصغيرة ذات الصِّلات الوثيقة تتعامل مع السلوك غير المرغوب فيه بشكل أكثر فاعلية من فريق الوقاية الصغير لشركة واحدة كبيرة. يمكن للمستخدمين أيضًا حظر الآخرين والإبلاغ عنهم للمسؤولين، تمامًا كما هو الحال في تويتر.
في سبتمبر 2018، مع إطلاق الإصدار 2.5 وإعادة تصميم صفحات الملف الشخصي العامة، احتفلت ماستدون بإصدارها رقم 100. بعد ذلك، في نهاية أكتوبر، ظهر ماستدون 2.6، حيث قدَّم إمكانيات توثيق الملفات الشخصية ومعاينات الروابط المباشر للصور والمقاطع المرئية. منذ يناير 2019، أصبح من الممكن البحث عن أوسمه متعددة دفعتًا واحدة، بدلاً من البحث عن وسم واحدة فقط، كما كان الحال قبل إطلاق الإصدار 2.7. يحتوي الإصدار 2.7 أيضًا على إمكانيات تعديل أكثر قوة لمسؤولي الخادم والمشرفين، بينما تمَّ أيضًا تحسين إمكانيات الوصول، مثل التباين للمستخدمين الذين يعانون من مشاكل في الرؤية. قدرة المستخدمين على إنشاء استطلاعات الرأي والتصويت، بالإضافة إلى نظام دعوة جديد لإدارة التسجيلات أُطلقت في أبريل 2019. منذ إطلاق ماستدون 2.8.1 في مايو 2019، أصبحت الصور المتضمنة لتحذيرات المحتوى غير واضحة بشكل افتراضي بدلاً من إخفاءها تمامًا. كانت الإضافة الأكثر أهمية لوظائف ماستدون في يونيو 2019 هي عرض العمود الواحد الاختياري في الإصدار 2.9. الآن يتم تقديم هذا العرض افتراضيًا لجميع المستخدمين الجدد، على الرغم من إمكانية تغييره إلى العرض الأصلي من إعدادات ماستدون.
في أغسطس من عام 2020، تمَّ إطلاق ماستدون 3.2. إنه يتضمن الآن مشغل صوت مُعاد تصميمه مع صور مصغرة مخصصة والقدرة على إضافة ملاحظات شخصية إلى الملف الشخصي لأحد المستخدمين.
في الثلاثين من يوليو عام 2021، وفي الصيف كما وعدت ماستدون، تمَّ إعلان موافقة النشر لتطبيق ماستدون الرسمي على متجر آب ستور وأصبح متاحًا لجميع المستخدمين على منصة آي.أو.إس بعدَ أشهرٍ من العمل.

## التقنيات
كُتِبَ ماستدون باعتباره برنامج حُر، مبني على الويب للتدوينات المصغرة الاتحادية، يمكن لأي شخص أن يُساهِم في النص البرمجي، يمكن لأي شخص أن يشغله على البنية التحتية الخاصة به للخادم إذا رغب في ذلك أو يمكنه الانضمام إلى خوادم يُديرها أشخاص آخرين داخل شبكة فيديفرس. يتم تشغيل تقنيته على جانب الخادم بواسطة روبي أون ريلز ونود.جي إس، تُكتَب الواجهة الأمامية بواسطة ريأكت وريدوكس. النظام المستخدم لقاعدة البيانات هو بوستجري إس كيو إل. الخدمة قابلة للتشغيل المتبادل مع الشبكات الاجتماعية اللامركزية والأنظمة الأساسية التي تستخدم بروتوكول اكتفتي بوب [الإنجليزية] بين بعضها البعض. منذ الإصدار 3.0، أسقطت ماستدون الدعم المُسبَق لِـ OStatus.
تمَّ إصدار تطبيقات لطرف العميل على الأجهزة المحمولة وأجهزة الكمبيوتر المكتبية ومتصفحات الويب التي تتفاعل مع واجهة برمجة التطبيقات(API) الخاصة بماستدون التي تمَّ اصدارها لمجموعة من أنظمة التشغيل، بما في ذلك ويندوز، ماك أو إس، لينكس، أندرويد، آي أو إس. باِستثناء واجهة الويب، حاليًا لا يوجد أي تطبيق رسمي لِماستدون إلا على نظام آي.أو.إس أما بالنسبة لبقية المنصات فتطبيقات ماستدون هي عبارة عن تطبيقات طرف ثالث أنشأها مبرمجين باستخدام واجهة برمجة التطبيقات(API) الخاصة بماستدون، أوضحت ماستدون أنها ركزت في البداية على برمجة تطبيق لِمنصة آي.أو.إس بسبب شُح تطبقات الطرف الثالث ذات الجودة والَّتي تدعم كافة الميزات، وبعد أن انتهت منه سوف تستكمل طريقها في توفير تطبيقات رسميَّة لكافة المنصات وذلك لتسهيل عملية الانضمام للمجتمع بالنسبة للمستخدمين الجُدُد.

## التبنيات
بينما تم إطلاق ماستدون لأول مرة في أكتوبر 2016، بدأت الخدمة بالتوسع في أواخر مارس وأوائل أبريل 2017. كتب The Verge أن المجتمع في ذلك الوقت كان صغيرًا ولا زال يتعين عليه جذب الشخصيات التي تُبقي المستخدمين على تويتر. ارتفع الاستخدام العالمي من 766500 مُستخدم اعتبارًا من 1 أغسطس 2017، إلى مليون مستخدم في 1 ديسمبر 2017. في نوفمبر 2017، انضم إليه فنانون وكُتَّاب ورجال أعمال مثل تشاك وينديج، جون سكالزي، ميلاني جيلمان ولاحقًا جون أونولان. حدث تصاعد آخر للشعبية في مارس، حتى أبريل 2018، بسبب المخاوف بشأن خصوصية المستخدم التي أثارتها مُحاولة #أحذف_فيسبوك (deletefacebook#).
شهدت ماستدون، جنبًا إلى جنب مع عدد من مواقع التواصل الاجتماعي البديلة الأخرى، زيادة كبيرة في الأعضاء، واكتسبت آلافًا من الأعضاء الجدد خلال بضع ساعات مُقارنة بالعشرات في الأيام السابقة، بعد إعلان تمبلر في أوائل ديسمبر 2018 عن النية لحظر جميع المحتويات الحساسة من موقعهم.
انتقل العديد من المستخدمين الهنود ذوي الميول اليسارية من تويتر إلى ماستدون بعد أن اشتكوا من أن تويتر يدير فقط حسابات الطبقات الدنيا.

### التفرعات
في عام 2017، أطلقت بكسيف شبكة اجتماعية قائمة على ماستدون تسمى "Pawoo". مع ذلك، تم الحصول على الخدمة من قبل شركة يابانية أخرى، Russell، في عام 2019.
في أبريل 2019، الشركة المصنعة للحواسيب بيورسم أصدرت تفرع من ماستدون اسمته ليبريم الاجتماعية.
غاب، شبكة اجتماعية مثيرة للجدل مع قاعدة مستخدمين من اليمين المتطرف، غيرت منصة برمجياتها إلى تفرع ماستدون وأصبحت أكبر عقدة لِشبكة ماستدون في يوليو 2019. سمح تبني غاب لِماستدون بالوصول إليها من تطبيقات ماستدون التابعة لجهات خارجية، على الرغم من أن أربعة منهم حجبوا غاب بعد التغيير بوقت قصير. رداً على ذلك، ذكر المساهمون الرئيسون في ماستدون على مدونتهم أنهم «يعارضون تمامًا مشروع غاب وفلسفته»، وانتقدوا غاب لمحاولته «تحقيق الدخل من المحتوى العنصري وعرضه أثناء الاختباء خلف راية حرية التعبير» و" استخدام جدار الدفع للميزات الأساسية المتوفرة مجانًا على ماستدون ".
في أكتوبر 2019، أصدرت مؤسسة المنفعة العامة الرابعة [الإنجليزية] تفرع ماستدون باسم Civiq.social.
تووتر (بالإنجليزية: Tooter) هو منتج هندي للتواصل الاجتماعي تمَّ إطلاقه في سبتمبر 2020. تووتر متفرع أو مشتق من مشروع ماستدون.

## وصلات خارجية
- الموقع الرسمي
- قائمة مثيلات ماستدون